# Gamun-ui sunan
Gamun-ui sunan (가문의 수난?), noto anche con il titolo internazionale Marrying the Mafia 4: Unstoppable Family, è un film del 2011 diretto da Jung Tae-won.
La pellicola è il terzo episodio della serie di film iniziata con Gamun-ui yeonggwang (2002), sequel di Gamun-ui buhwal (2006) e seguita a sua volta da Gamun-ui gwihwan (2012).

## Trama
Hong Duk-ja, dopo avere avviato onestamente la propria società, decide di fare un viaggio con la famiglia, che però riserva delle sorprese.